# Bella Swan
Isabella Marie Swan Cullen, meglio nota come Bella Swan, è la protagonista dei romanzi Twilight, New Moon, Eclipse e Breaking Dawn e dei loro rispettivi adattamenti cinematografici.
Nei film tratti dai libri della Meyer, Bella è interpretata da Kristen Stewart.

## Aspetto fisico
Come da descrizione della stessa autrice, Stephenie Meyer, sul suo sito ufficiale:
Una volta avvenuta la trasformazione in vampira, la sua pelle diventerà ancora più pallida, i capelli si scuriranno fino a sembrare neri, le labbra saranno più piene e il seno più piccolo. La sua bellezza viene paragonata a quella di Rosalie, Alice o Esme.

## Caratteristiche e biografia pregressa
Isabella Marie Swan Cullen (o, come preferisce, Bella) nasce il 13 settembre 1987, figlia di Renée Higginbotham e Charlie Swan, una giovane coppia che abita nella cittadina di Forks, Washington.
Renée, però, stanca della soffocante atmosfera di Forks, lascia il marito e porta Bella con sé quando la bambina ha appena sei mesi per trasferirsi a Phoenix nello Stato dell'Arizona. Fino all'età di 14 anni trascorre l'estate con suo padre Charlie, ispettore capo della cittadina di Forks.
Compiuti 17 anni, sua madre si risposa con un giocatore di baseball, Phil Dwyer. Egli è spesso in trasferta, e Renée non lo segue mai per stare con la figlia. Ma Bella sa che sua madre soffre, quindi prende la sofferta decisione di andare a vivere a Forks. Purtroppo anche lei, come la madre, non ha una buona opinione di questa piccola cittadina "coperta da una perpetua coltre di nubi".
Caratterialmente è una persona solitaria, educata, timida e matura. Ama la lettura, e infatti nella saga viene mostrata spesso con dei libri in mano o vicino (come nella prima scena di New Moon, in cui viene mostrato Romeo & Giulietta). Nonostante sia una persona solitaria, durante la saga avrà molti amici oltre ai Cullen e ha un ottimo rapporto con i genitori, in particolare con la madre Renee. In più occasioni ha dimostrato di essere molto coraggiosa, anche di fronte ai vampiri che cercano di ucciderla. Ad esempio, durante gli eventi di New Moon, prima smentisce con fierezza Aro sul fatto che Edward ha un'anima (Aro lo negava con insistenza) e si frappone fra Edward e Jacob quando stanno per combattersi. Un'altra occasione è quando, durante lo scontro tra Edward e Victoria, si ferisce al braccio per distrarre quest'ultima e permettere ad Edward di ucciderla. È anche piuttosto goffa e scoordinata (caratteristica che ha ereditato dal padre), e per questo, da ragazza ha abbandonato la scuola di ballo in cui andava da bambina.
Nella scuola che frequentava prima di arrivare a Forks era stata inserita in un programma di biologia avanzata e la sua istruzione è di un livello superiore alla media dei suoi compagni di classe; tuttavia non sopporta la vista del sangue e reagisce a questo evento con la perdita dei sensi sostenendo che ne sente addirittura l'odore. In Midnight Sun l'autrice, Stephenie Meyer, fa pensare al personaggio di Edward che Bella non sia umana, per il fatto che riesce a percepire l'odore del sangue, dicendo: "Sa di ruggine... e di sale". Tra le sue letture preferite si annoverano autori come Jane Austen, Emily Brontë e William Shakespeare.
Per guadagnare qualche soldo dopo la scuola lavora part time nel negozio di articoli sportivi Newton's Outfitters di proprietà dei genitori di Mike Newton. Possiede un pick-up Chevy del 1953 di colore rosso, una moto Honda degli anni Sessanta, la quale avrà un ruolo determinante in New Moon e nella sua amicizia con Jacob Black, un Mercedes del 2006 e una Ferrari F430 rossa.

## Storia personale
Isabella Marie Swan Cullen, i cui soprannomi sono Bella, Bells e Arizona, nasce a Forks, nello Stato di Washington, da Renèe Higginbotham e Charlie Swan, dopo una tormentata storia d'amore. La madre, depressa dalla città in cui vive, porta con sé la figlia tra Riverside (California) e Phoenix (Arizona), e Bella, dal carattere timido e chiuso, visita il padre in estate fino all'età di 14 anni.
Quando Bella ha 17 anni, sua madre ha un nuovo compagno, Phil Dwyer, un giocatore di baseball di seconda divisione per cui deve effettuare diversi viaggi. Per lasciare che la madre segua il marito nelle trasferte, Bella decide di trasferirsi dal padre a Forks, iscrivendosi alla Forks High School, l'unica del paese.
Il primo giorno di scuola nel nuovo istituto di Forks, Bella viene a conoscenza della famiglia Cullen e nota che il loro aspetto nasconde qualcosa di diverso da tutti gli altri esseri umani. In particolare, rimane affascinata dal più giovane dei membri della famiglia, Edward Cullen che, grazie alla sua straordinaria bellezza, attira la sua attenzione; all'inizio Bella è convinta che Edward la odi, perché durante il loro primo incontro a mensa e alla lezione di biologia 
ottiene da lui occhiate piene di disprezzo. Da quel giorno Edward inizia per un po' a mancare da scuola, ma Bella si rifiuta di credere che sia colpa sua, perché lo crede un comportamento narcisista. Al suo ritorno, qualche giorno dopo Edward le si rivolge molto educatamente, presentandosi durante la lezione di biologia; Bella tra l'altro nota una differenza negli occhi 
di Edward che il giorno del loro primo incontro erano neri, mentre adesso sono castano dorati. Poi una mattina la salva da un incidente stradale, svelandole in parte la sua vera natura di vampiro. I due ragazzi cominciano a frequentarsi e nonostante la grande differenza che li allontana, cominciano a provare reciprocamente un sentimento d'amore.
Per salvare Bella dalla sua pericolosa presenza Edward decide di abbandonarla e lei stringe un'amicizia profonda con Jacob Black, un amico d'infanzia che si dimostra più di un amico e che ha un ruolo fondamentale nello sviluppo della storia. La ragazza, dopo un periodo di sei mesi passato in una fase di depressione, scopre, al ritorno di Edward, per un bacio di Jacob, di provare un amore (meno forte di quello per Edward) anche per lui e ciò causa una serie di conflitti interni. Paragona Jacob al suo sole personale, ma Edward lo eclissa. Da qui viene il titolo del terzo libro della saga, Eclipse. Poi, però Bella si rende conto di amare Edward e di provare per Jacob solo una fortissima amicizia che non potrà mai diventare nient'altro.
Dopo circa un anno di frequentazione Bella chiede a Edward di trasformarla in vampiro, poiché è "stanca di essere salvata" e non vuole invecchiare rischiando che Edward non la ami più. Lui, però è molto indeciso, poiché "si rifiuta di condannarla a un'esistenza di notti e buio". Dopo varie insistenze, però, acconsente, a patto che lei lo sposi: non vuole infatti rubarle la virtù, dato che è molto tradizionalista e Bella aveva espresso il desiderio di unirsi a lui "in tutti i modi possibili". Edward chiede la mano di Bella e i due si sposano con una cerimonia che si tiene nella casa dei Cullen, organizzata, con molta felicità, da Alice Cullen.
Durante il loro viaggio di nozze Bella rimane incinta, dato che è ancora un'umana e dopo una gravidanza molto difficile mette al mondo una figlia che chiama Renesmee. Il parto è molto difficile e porta Bella alla soglia della morte che le verrà evitata da Edward grazie a un intervento sulla sua natura di umana, iniettandole direttamente nel cuore il suo veleno che la porta a trasformarsi in vampiro il giorno in cui nasce la bambina. Dopo la nascita di Renesmee, che Jacob chiama Nessie, Bella scopre che Jacob ha avuto l'imprinting con sua figlia, e ciò la porta ad arrabbiarsi e scontrarsi con l'amico.
Bella sviluppa un potere molto particolare: possiede uno scudo mentale che fa rimbalzare i poteri psichici altrui e con cui protegge sé stessa e chiunque lei voglia. Il suo scudo è estendibile a persone che si trovano sotto la sua visuale. Per questo i Volturi vogliono che lei faccia parte del loro gruppo insieme a Edward, Alice e Jasper.

## Abilità e poteri

### Da umana
Bella è immune dai poteri mentali dei vampiri come il potere di leggere le menti che ha Edward. Infatti il ragazzo non riesce a leggerle la mente ed è immune anche dalle torture mentali dei membri della guardia dei Volturi come Jane, Alec, Demetri e lo stesso Aro che possiede anche lui il potere di leggere le menti. Questa sua caratteristica porta Aro ad anelarla come membro del suo staff di vampiri, sostenendo che sia un potere molto interessante e spera che le rimanga anche una volta che la sua natura sarà cambiata. La ragazza inizialmente non è a conoscenza del suo potere.

### Da vampira
Dopo due giorni dall'intervento di Edward, Bella subisce la trasformazione da essere umano a vampira e al suo risveglio dimostra tutte le peculiarità di un vampiro neonato.
I suoi sensi sono più acuti e sensibili e ha una forza superiore rispetto agli altri vampiri, circostanza che dura per circa un anno, fintanto che sarà una vampira neonata. I suoi occhi sono di un brillante cremisi fino a che l'assunzione di sangue animale non li faranno assestare a un color ambra-dorato, colore che caratterizza questo tipo di dieta.
La sua goffaggine sparisce, sostituita dalla grazia tipica di un vampiro, ma è soprattutto il suo innato autocontrollo a stupire i membri della sua nuova famiglia, tanto che per un certo periodo di tempo si è creduto che fosse il suo talento.
In realtà, a detta di Eleazar, la peculiarità di Bella è quella, già manifestatasi da umana, di riuscire a sviluppare una sorta di scudo mentale con cui protegge sé stessa e chiunque lei voglia dagli attacchi degli avversari che usano poteri psichici, dono che inizialmente era limitato alla sola sua mente; la trasformazione in vampira però amplia questa capacità: può visualizzare il suo scudo come un'area dalla forma ed estensione molto malleabile, al cui interno le persone vengono indicate ai suoi occhi con scintille.
Questo dono si manifesta grazie a un'intuizione di Kate che sapendo di questa sua particolarità, l'aiuta a manifestarlo controllandolo durante un attacco di prova a Edward. Infatti Kate prova a condurre al vampiro della corrente elettrica tramite il tocco della sua mano, ma lo scudo di Bella interviene e la blocca. Inoltre, Bella può controllare questo suo potere al punto di riuscire, alla fine di Breaking Dawn, a spostare lo scudo mentale per permettere a Edward di leggere i suoi pensieri e i suoi sentimenti.
Il potere di Bella si rivela incredibilmente utile, in particolare in Breaking Dawn quando i Volturi giungono dai Cullen per via del disguido riguardo alla figlia sua e di Edward. Infatti, i Volturi, vorrebbero cogliere l'occasione per spazzare via l'intero clan risparmiando solo Alice, Edward, Jasper e Bella affinché si uniscano a loro.

## Accoglienza
Bella ha ottenuto un'accoglienza piuttosto negativa dai critici. Pubblisher Weekly afferma che, dopo la sua trasformazione in vampiro in Breaking Dawn, “è quasi impossibile identificarsi in lei”. Lilah Lohr del Chicago Tribune paragona Bella alla protagonista della storia dei lupi Quileute e la definisce come “meno soddisfacente”. La rivista Kirkus Reviews ha definito il carattere di Bella “piatto e ossessivo”, mentre la rivista online Salon.com ha discusso il fatto che il personaggio fosse “privo di obbiettivi più alti e di una mentalità propria”, restando al pari delle vecchie principesse Disney e criticando in particolare l'orrore della sua gravidanza nell'ultimo libro,in particolare quando beve sangue umano per nutrire il neonato. Elizabeth Hand, giornalista del Washington Post, notò come Bella venga spesso descritta fragile e che “le costanti abitudini di Edward di portarla in grembo e a fare un giro sulla sua schiena sottolineano ulteriormente le sue qualità infantili” e concludendo che non sia un buon modello per le proprie figlie.
Gina Dalfonzo, in un articolo pubblicato sul sito di National Review, definisce Bella come “autolesionista” prima della sua trasformazione in vampira e dopo “insopportabilmente vuota”, affermando inoltre che ottiene quello che vuole e scopre il suo valore “rinunciando alla propria identità e buttando via tutto ciò che conta nella vita”.

## Parodia
In Mordimi, parodia di Twilight e New Moon, l'attrice che la interpreta è Jenn Proske e il personaggio si chiama Becca Crane (Swan: cigno - Crane: gru). Altra parodia è Succhiami.